# Elin Karolina Svensson
Elin Karolina Svensson, född 25 november 1879 i Längared, död 27 december 1960 i Alingsås, var en svensk missionär. Hon missionerade med svenska missionärsunionen i kinesiska Turkestan (idag Xinjiang). 